# 何塞巴·埃切贝里亚
荷西巴·安東尼·艾斯巴利亞·利薩爾迪（Joseba Andoni Etxeberria Lizardi，1977年9月5日—）是一名西班牙巴斯克人足球運動員，可擔任翼鋒、前鋒，現時效力西班牙巴斯克地區的西甲球會畢爾包體育會。

## 生涯
埃切贝里亚的生涯从皇家社会足球俱乐部开始，他17岁时就首次参加西班牙足球甲级联赛比赛，于1995年1月29日以二比零战胜皇家西班牙人体育俱乐部。同年夏天他转到邻近的毕尔巴鄂竞技，转换价格为三百万欧元，在当时引起了很大的争议。当时这是在西班牙和巴斯克大区最高的18岁以下球员的转换费。
在1997年至1998年的赛季中埃切贝里亚进球11次，他的球队在赛季末成为第二名。后来在2002年至2003年的赛季中他进球14次，成为他的纪录。在1997年他被任命为球队队长。到目前为止他是毕尔巴鄂竞技在甲级联赛比赛中进球第二多的球员。
2008年10月1日埃切贝里亚与毕尔巴鄂竞技达成协议，在他的合同于2009年6月失效后无偿为俱乐部踢球一年，然后中止他的职业足球生涯。

## 国际生涯
在1995年的世界青年足球錦標賽中埃切贝里亚的进球数目列第四名后他进入西班牙國家足球隊。1997年11月19日他首次参加国际比赛，在帕爾馬与羅馬尼亞國家足球隊的友好比赛中他进一球，最后比赛结果为一比一。
他共参加过53次比赛，进12个球。他代表西班牙参加了1998年世界杯、2000年欧洲锦标赛和2004年欧洲锦标赛。

## 外部連結
- 艾斯巴利亞官方網頁（页面存档备份，存于）
- 畢爾包體育會官網 艾斯巴利亞資料[永久]
- 西班牙國家隊 艾斯巴利亞數據
- 西甲 艾斯巴利亞數據
- BDFutbol.com 艾斯巴利亞檔案（页面存档备份，存于）